# Guillermo Saavedra
Guillermo Saavedra Tapia (5 de novembre de 1903 - 12 de maig de 1957) fou un futbolista xilè.

## Selecció de Xile
Va formar part de l'equip xilè a la Copa del Món de 1930.